# Neil Young
Pour les articles homonymes, voir Neil Young (homonymie) et Young.
Neil Percival Young, O.C., né le 12 novembre 1945 à Toronto, est un auteur-compositeur, chanteur et guitariste de folk, country et rock canado-américain. L'apogée de sa popularité se situe au début des années 1970 avec les albums After the Gold Rush et Harvest et son rôle dans le groupe Crosby, Stills, Nash and Young.
La musique de Neil Young est reconnaissable par sa voix souvent haut-perchée et la guitare omniprésente. Les chansons relèvent de genres bien distincts : un folk rock acoustique mâtiné de country, avec des chansons comme Heart of Gold ou Long May You Run, mais aussi une forme de hard rock et grunge avant l'heure, musique lancinante et hypnotique aux guitares saturées que l'on retrouve dans Cinnamon Girl, Southern Man ou Rockin' in the Free World, souvent associée avec Crazy Horse, le groupe qui l'accompagne une grande partie de sa carrière. Il s'est aussi aventuré dans d'autres genres musicaux (musique électronique, noise rock, blues et rockabilly).
Neil Young a aussi mis en scène divers films et documentaires sous le nom d'artiste Bernard Shakey, dont CSNY/Déjà Vu (en) qui retrace la carrière du groupe Crosby, Stills, Nash & Young.

## Biographie
Neil est le fils du journaliste et nouvelliste canadien Scott Young (1918-2005) et de Edna Blow Ragland "Rassy" Young (1917-1990), une membre des Filles de la révolution américaine. Il est le demi-frère de la chanteuse Astrid Young (en).
En 1941, le couple déménage à Toronto, où Scott Young travaille pour La Presse canadienne (PC). Son premier fils, Bob Young, naît en 1942. Cinq mois plus tard, Scott est envoyé par la PC en Angleterre pour couvrir la Seconde Guerre mondiale. Il revient un an plus tard et joint la Marine royale canadienne, où il sert jusqu'à la fin de la guerre en 1945. Scott Young réintègre la PC et devient assistant éditeur à Maclean's. Son deuxième fils, Neil Young, naît en novembre 1945 à Toronto.
En 1949, Scott Young achète une maison à Omemee (en), dans la campagne près de Peterborough, en Ontario. Neil conserve un souvenir nostalgique de cette époque heureuse de son enfance, il y fera référence dans plusieurs de ses chansons, notamment Helpless, Mellow My Mind ou Born in Ontario.
En 1951, Neil Young est victime d'une attaque de poliomyélite, au cours de la dernière grande épidémie survenue en Ontario. Il perd l'usage de ses jambes et doit réapprendre à marcher. Il en conserve des séquelles, notamment au niveau du bras et de la main gauche qui ne récupèreront jamais complètement leur dextérité. Ceci amènera Neil Young à développer un jeu de guitare très personnel, basé sur le picking de la main droite en acoustique, et l'utilisation du Bigsby pour le vibrato en électrique, monté sur sa célèbre guitare Gibson Les Paul 1952 customisée, surnommée Old Black. Il souffre également de séquelles au niveau des vertèbres dorsales qui lui causent des douleurs importantes et une paralysie partielle temporaire au début des années 1970. Il est d'abord traité par antalgiques et le port d'un corset — y compris sur scène —, jusqu'à ce qu'il bénéficie en 1971 d'une intervention chirurgicale de laminectomie réussie.
En 1959, Scott Young rencontre Astrid Mead et divorce de sa femme. Il épouse Astrid en 1961. L'année suivante, le couple donne naissance à Astrid Young, demi-sœur de Neil, qui l'accompagnera plus tard comme choriste.
Rassy Young quitte l'Ontario avec son fils Neil, 13 ans, pour s'installer à 2 000 km de là, à Winnipeg, dans le Manitoba. C'est une époque difficile pour le jeune Neil, séparé de son père et de son frère restés à Toronto, qu'il ne revoit plus pendant plusieurs années, tandis que sa mère traverse une dépression. Il surmonte cette épreuve en se mettant à jouer de la guitare en autodidacte, passion qui prendra le pas sur ses années d'école secondaire. Il a 16 ans quand il forme, avec ses copains de l'école secondaire Ken Koblun, Allan Bates, Ken Smyth et Bill Edmondson, son premier groupe, The Squires. Il évoquera plus tard cette période dans des titres comme Sugar Mountain ou Don't Be Denied.

### Les débuts: Buffalo Springfield
Avec The Squires, Neil Young joue d'abord dans des bals d'écoles secondaires et des fêtes locales. Ils jouent des classiques folk, blues et rock, des reprises de The Shadows, The Ventures, et The Fireballs. Repérés par la station de radio CKRC de Winnipeg, ils enregistrent leur premier 45T dès 1963, avec deux morceaux instrumentaux originaux composés par Neil Young : The Sultan et Aurora. Ils partent en tournée en 1964, engagés dans des bars de plusieurs villes rurales du Manitoba, jusqu'à Fort William (Thunder Bay), en Ontario, où Neil fait la connaissance d'un jeune guitariste dont le style l'impressionne, Stephen Stills.
Dans l'incapacité de poursuivre la tournée des Squires à la suite d'une panne de leur véhicule, le corbillard "Mort" — une vieille Buick de 1948 d'occasion que Neil Young, sans le sou, n'a pas les moyens de faire réparer —, le groupe se dissout. Neil parvient à rejoindre Toronto où il retrouve son père après une longue séparation. Il tente de jouer en solo dans les clubs animés de Yorkville, sans grand succès. Il rejoint brièvement en janvier 1966 le groupe The Minah Birds, qui signe un contrat avec Motown, et enregistre un album qui ne sera jamais édité, à la suite de l'arrestation de leur chanteur Rick James pour désertion. Ce fiasco décide Neil et le bassiste du groupe Bruce Palmer à prendre la route pour tenter leur chance à Los Angeles en Californie, avec l'espoir d'y retrouver Stephen Stills. Au printemps 1966, ils quittent le Canada sans permis de séjour, ce qui vaudra à Bruce Palmer de se faire expulser des États-Unis à plusieurs reprises.
C'est en arrivant aux États-Unis, en Californie, en 1966, que le jeune homme apparaît sur la scène musicale internationale, à Los Angeles, avec le groupe Buffalo Springfield. Ce groupe pionnier du folk rock, initialement composé de Neil Young, Stephen Stills, Richie Furay, Jim Messina — qui formera plus tard le duo Loggins & Messina —, Dewey Martin et Bruce Palmer, enregistre trois albums, de 1966 à 1968, signant un contrat avec Ahmet Ertegün, directeur d'Atlantic Records. Engagés par le club branché de Sunset Blvd., le Whisky A Go-Go, et s'intégrant à la scène musicale artistique de Laurel Canyon, le groupe obtient un succès immédiat. Leur premier single, composé par Neil Young, Nowadays Clancy Can't Even Sing, fait un tube à Los Angeles en entrant au Top 25. Dès novembre 1966, Stephen Stills compose For What It's Worth, évoquant les émeutes sur Sunset Blvd. Ce titre devient un tube classé au Top 10 à travers les États-Unis, vendu à plus d'un million d'exemplaires. C'est à cette époque que Neil est sujet à quelques crises d'absence épileptique. (Leur origine est probablement génétique, sa fille Amber Jean présentera les mêmes troubles.) Bien que ces crises ne se renouvelleront plus, il éprouve une anxiété à l'idée d'un malaise en public et redoute les foules. Cette inquiétude relative à ses fonctions cérébrales et au contrôle de soi le tiendront toujours éloigné des drogues dures psychotropes et hallucinogènes. Le groupe part en tournée avec les Beach Boys, The Byrds, et assure la première partie du concert des Rolling Stones. Il participe au festival international de musique pop de Monterey en juin 1967, sans Neil Young toutefois, qui lance sa carrière solo. Il y sera remplacé au pied levé par David Crosby, guitariste des Byrds.

### Crazy Horse
En 1968, Young entame une carrière solo et réalise un premier album folk rock : Neil Young.
Avec son groupe Crazy Horse, il enregistre un deuxième disque Everybody Knows This Is Nowhere, puis After the Gold Rush (1970). Les trois musiciens de Crazy Horse (Danny Whitten guitariste, Ralph Molina batteur et Billy Talbot bassiste), formaient depuis 1962 le noyau dur des Rockets, un groupe de bar, avant que Young ne les recrute pour une tournée et son deuxième album solo. En 1975, Frank Sampedro remplace Danny Whitten mort en 1972. Crazy Horse a accompagné Neil Young sur douze albums et dans de nombreuses tournées.
Avec Crazy Horse, Neil Young se sent libre d'expérimenter un son rugueux, aux guitares saturées, poussant la distorsion sur une base de batterie et de basse lourdes, un garage rock entre hard rock et punk. Il se lance avec le groupe dans un état de fusion d'où émergent de longs galops d'improvisations instrumentales débridés. Des albums tels que Rust Never Sleeps (1978), Freedom (1989), et Ragged Glory (1991), ainsi que la recherche d'authenticité et de simplicité musicale, et le rejet d'un style commercial, ont influencé des groupes grunge tels que Pearl Jam, Nirvana et Sonic Youth, et ont valu à Neil Young le surnom de Godfather of Grunge (Parrain du grunge).

### Crosby, Stills, Nash and Young
En 1969, Neil Young rejoint le trio Crosby, Stills and Nash et apparaît au festival de Woodstock mais refuse d'être filmé. Ensemble, ils sortent peu après l'album Déjà Vu (1970). Depuis cette période ils collaborent épisodiquement ; ils ont produit quatre albums en commun.
En 1972, il rassemble des musiciens de studio de Nashville sous le nom de Stray Gators pour enregistrer l'album Harvest pour lequel il obtient un succès phénoménal (numéro 1 aux États-Unis et au Royaume-Uni). En France, Neil Young reçoit pour cet album le prix de l'Académie Charles-Cros.

### La période noire
Affecté par la mort de Danny Whitten en 1972, et par le handicap de son fils, Neil Young sombre dans une dépression, abuse de cannabis et d'alcool. Durant cette période, il enrichit sa discographie d'albums empreints d'un pessimisme sombre : Time Fades Away (1973), On the Beach (1974) et Tonight's the Night (1975) sur lequel il relate la mort de ses amis le guitariste Danny Whitten et le roadie Bruce Berry, à la suite d'une overdose.
L'année 1975 marque une rupture et après Zuma (1975), tout semble aller mieux et paraissent d'autres albums : American Stars 'n Bars (1977), Comes a Time (1978), Rust Never Sleeps et Live Rust (1979). Il joue sur cette période avec une guitare Martin D-28 qui l'accompagne par la suite sur la plupart des titres acoustiques, reçue du guitariste Grant Boatright en 1975.
En 1978, il épouse Margaret Mary Morton, connue sous le nom de Pegi Young, rencontrée quatre ans plus tôt.
Après la sortie de Live Rust en 1979, il prend du recul avec les tournées pendant trois ans, pour mieux se consacrer à sa vie privée, en particulier à son deuxième fils, souffrant comme l'aîné d'infirmité motrice cérébrale. Il continue cependant d'enregistrer des albums, Hawks and Doves (1980) et Re-ac-tor (1981).

### Contrat avec Geffen
En 1982, Neil Young quitte la maison de disques Reprise Records, avec laquelle il était lié depuis son premier album solo, et signe un nouveau contrat avec David Geffen. Geffen, qui lui avait promis une liberté artistique totale, refuse pourtant l'album Island In The Sun, au profit de Trans. Le public et les critiques sont déconcertés par cet album électronique. L'album suivant est à nouveau refusé par Geffen, le prétextant trop country et pas assez rock'n'roll. En réaction Neil Young enregistre un album rockabilly, Everybody's Rockin' (1983).
En 1985, il sort l'album Old Ways. La même année il cofonde le concert de charité Farm Aid pour venir en aide aux agriculteurs américains. Sortent ensuite les albums Landing on Water (1986) et Life (1987). En 1993, Neil Young sort une compilation de la période Geffen, Lucky Thirteen, qui compte cinq inédits. C'est sa deuxième anthologie depuis Decade en 1977. La période Geffen a souvent été considérée comme l'ère du « n'importe quoi » pour Neil Young, incapable de retrouver la grande flamme rock. Elle a été peut-être cependant pour lui un moment de liberté créatrice, et probablement, au sortir de la décennie 1970, un temps de « calme » et de retour aux sources.

### Retour aux racines

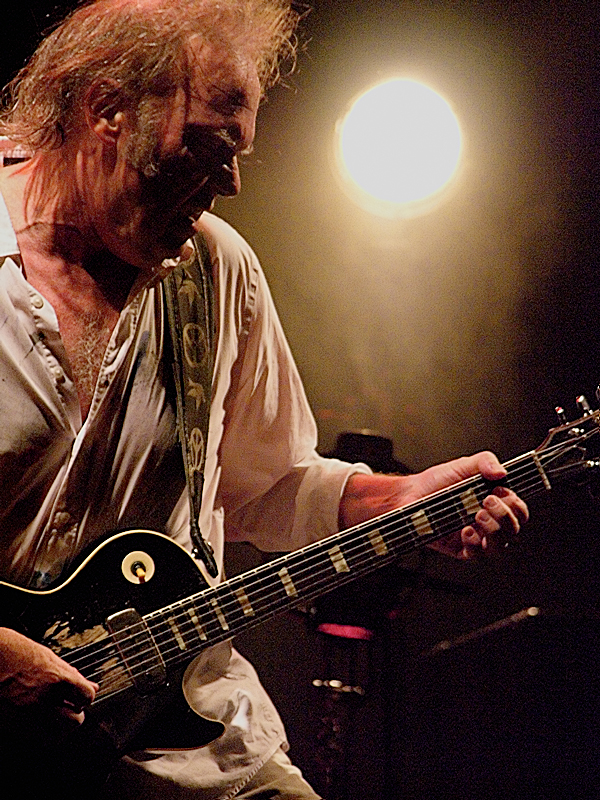
Neil Young, le 22 juin 2008 à Florence.

Après l'album Life, il signe avec Warner Brothers et retourne chez Reprise Records. En 1988 paraît This Note's for You, puis Freedom (1989), Ragged Glory (1990) et Harvest Moon (1992).
Sleeps with Angels, sorti en 1994, est hanté par la mort de Kurt Cobain. Dans sa lettre posthume Cobain cite Hey Hey, My My de Young :
« It's better to burn out than to fade away » (Mieux vaut se cramer intensément que s'éteindre à petit feu). Young en est bouleversé d'autant que les deux artistes s'appréciaient beaucoup artistiquement, bien que ne s'étant jamais rencontrés, et que cette mort ressemble terriblement à celle, vingt ans plus tôt, de Danny Whitten,,,,. Neil Young déclare : « Quand il est mort et a laissé cette lettre (…) ça m'a foutu en l'air. » Neil Young explique avoir tenté d'entrer en contact avec Cobain quelques jours avant sa mort : « Comme par hasard, j'ai essayé de le contacter quelques jours avant sa mort pour lui dire que je pensais qu'il était génial, qu'il devait faire exactement ce qu'il voulait et devait envoyer se faire foutre tous les autres. Je voulais lui dire de jouer seulement quand il en avait envie »,.
Paraissent ensuite Mirror Ball avec Pearl Jam (1995), Broken Arrow (1996), Silver & Gold (2000), Are You Passionate? (2002), Greendale (2003), Prairie Wind (2005) et Living with War (2006). Ce dernier disque est un manifeste anti-Bush particulièrement corrosif.
En 2005, il est opéré d'un anévrisme cérébral, sans conséquences notables.
Depuis des années, Neil Young a l'intention de publier ses Archives avec de très nombreux titres inédits ou enregistrés en concert. Le projet comporte de nombreux CD, regroupés, pour la plupart, sous forme de coffrets. Le premier coffret (volume 1) paraît en 2009 avec sept CD (sur les pochettes, il est précisé "NYA", Neil Young Archives).
En 2019, le projet d'archives est enfin concrétisé par la création du site web Neil Young Archives, qui regroupe en streaming de haute qualité l'ensemble des albums, auxquels s'ajoutent un grand nombre d'inédits, d'enregistrements de concerts, de démos, de films et de vidéos, ainsi que de nombreuses photos et documents, le tout retraçant l'ensemble de l’œuvre musicale du très prolifique Neil Young, riche de 1 180 morceaux.
Chrome Dreams II (2007) est dans la lignée des albums mélangeant les ballades folk rock et les compositions plus électriques. Dans cet album figure Ordinary People qui dure plus de 18 minutes. Cette chanson, enregistrée il y a plus de 20 ans à l'époque de l'album This Note's for You, était restée inédite.
En 2009, Neil Young publie Fork in the Road, un concept album autour de sa Lincoln Continental, une voiture modifiée pour ne consommer que des énergies alternatives sans émission de CO2. En 2010 sort Le Noise, album expérimental produit par Daniel Lanois.

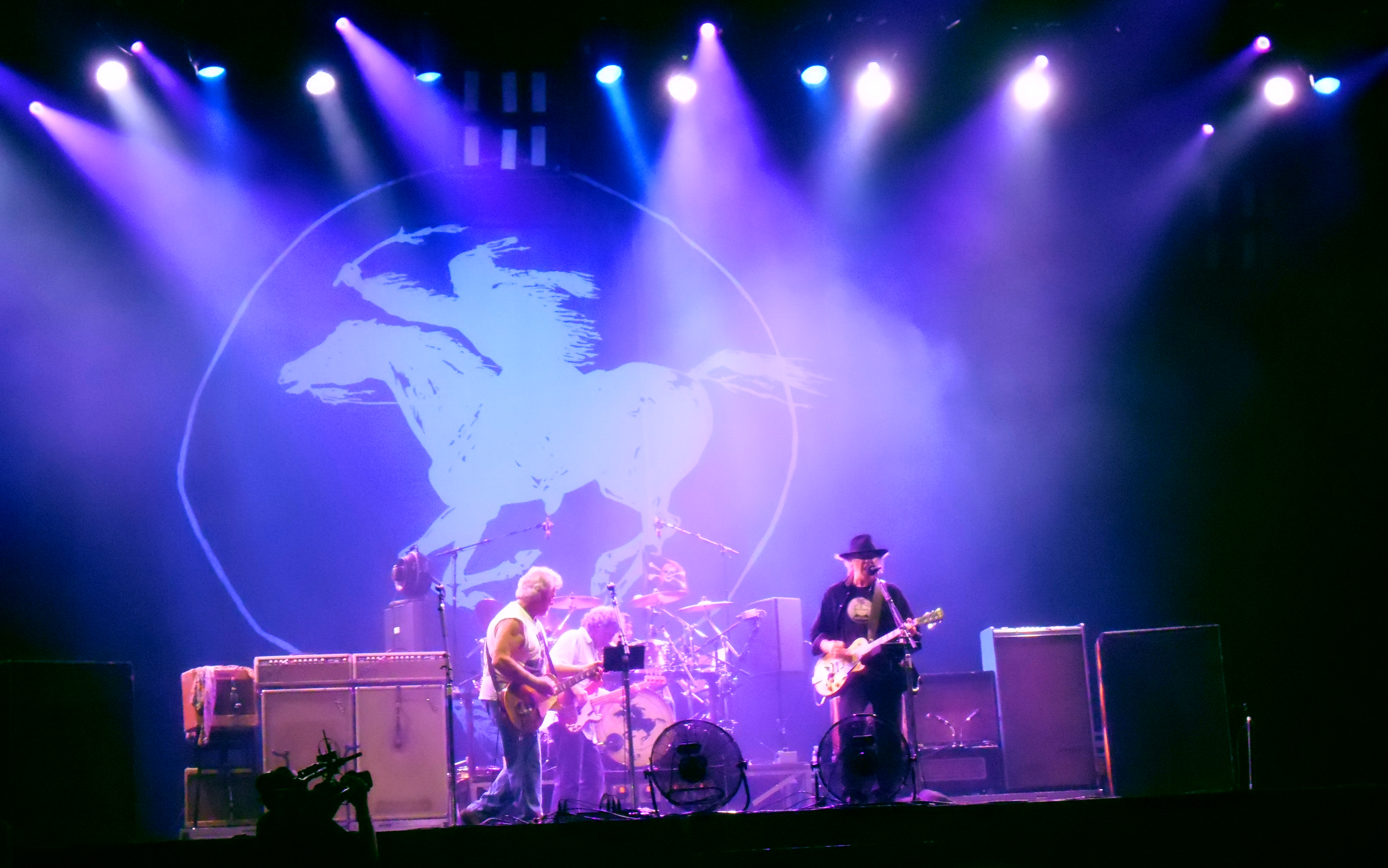
Neil Young à Carhaix en 2013.

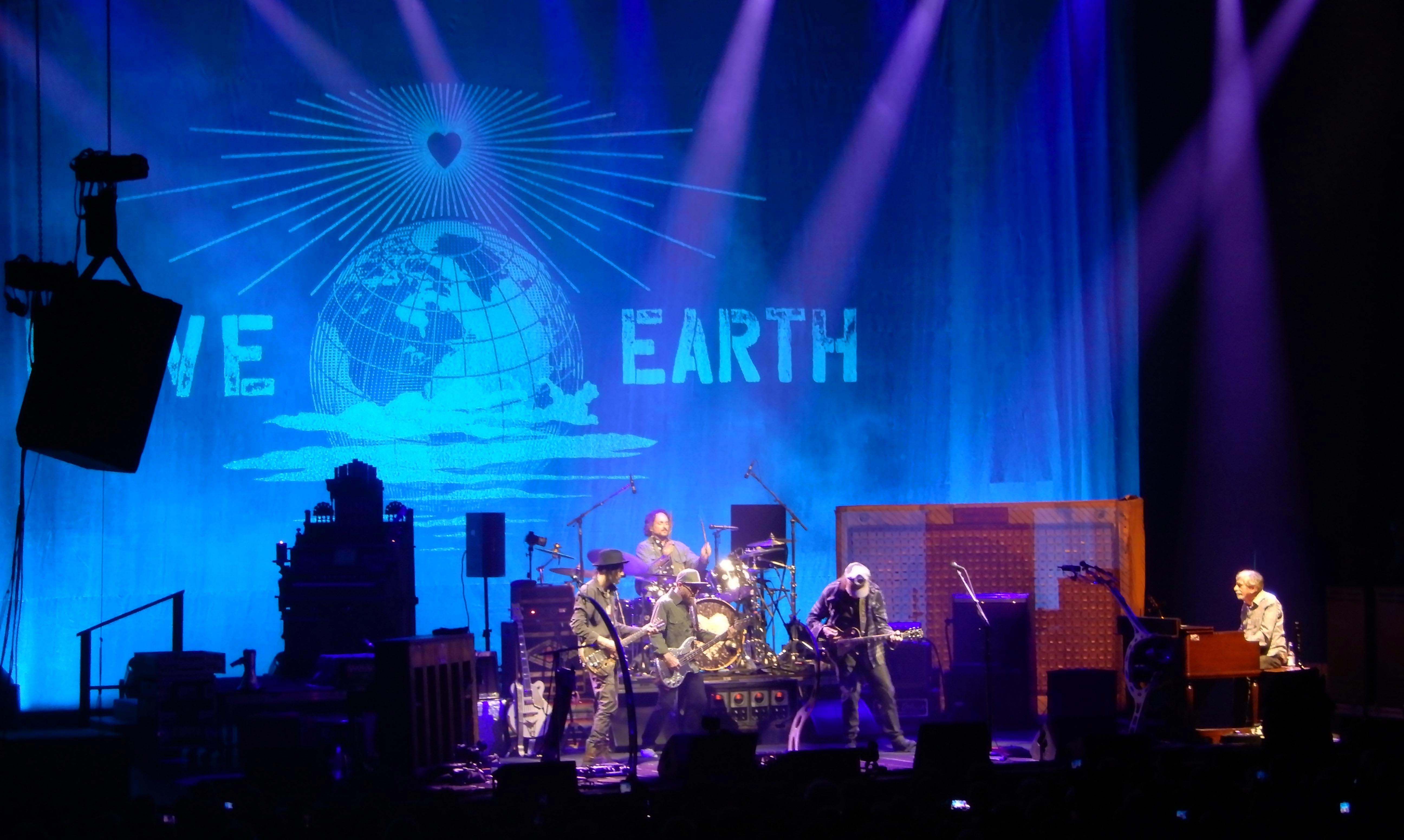
Neil Young and The Chrome Hearts à Paris en juillet 2025.

Il interprète Long May You Run lors de la cérémonie de clôture des J.O. d'hiver de Vancouver 2010.
Il retrouve le Crazy Horse en 2012 pour Americana, composé de reprises de chansons folkloriques américaines. Psychedelic Pill, un album plus rock enregistré lui aussi avec le Crazy Horse, sortira plus tard dans l'année.
En 2014 sort un album de reprises intitulé A Letter Home sur le label Third Man Records. Jack White apparaît sur deux chansons.
En 2015, Young sort The Monsanto Years, un album politiquement engagé contre la firme Monsanto. En août 2019, le quotidien The Guardian révèle qu'il faisait partie des personnalités espionnées par la firme.
En 2019 sort son album Colorado, manifeste pour l'environnement.
En 2020 paraît l'album Homegrown, enregistré entre juin 1974 et janvier 1975, et dont la sortie était initialement prévue en 1975, à la suite du succès de l'album Harvest.
En 2021 paraît l'album Barn, enregistré pendant l'été 2021.
En novembre 2022, il sort à l’âge de 77 ans un nouvel album intitulé World Record.

### Vie privée
Avec l'avance de 17 000 dollars versée pour son premier album solo, Neil quitte la cabane qu'il louait à Laurel Canyon et achète une maison sur les hauteurs de Topanga Canyon. Il installe un studio au sous-sol, et y enregistre son troisième album, After the Gold Rush. Il prend ses petits-déjeuners dans un restaurant situé en bas du canyon, et tombe amoureux de sa propriétaire, Susan Acevedo, qu'il épouse le 1er décembre 1968. Il a alors 23 ans. Susan, qui prend des cours d'art dramatique, met Neil en relation avec l'acteur Dean Stockwell, qui travaille sur le scénario d'un film qui ne verra jamais le jour. Neil propose à Dean d'en composer la bande-son, notamment les titres After the Gold Rush et Cripple Creek Ferry, qu'il utilisera finalement pour l'album. Neil Young reviendra vers Dean Stockwell une décennie plus tard, pour co-diriger et jouer dans son film Human Highway. Susan est une épouse accomplie, maman d'une petite Tia, excellente cuisinière et couturière qui exprime ses talents en brodant des pièces de tissus imprimés sur les vêtements de Neil, définissant un look qu'il gardera longtemps. Neil est plus jeune, et bien trop absorbé par la musique et les tournées pour s'investir suffisamment dans son rôle d'époux et de beau-père, dira-t-il dans ses mémoires. Ils se séparent en 1970.
En 1970, à l'âge de 25 ans, Neil éprouve le besoin de se mettre au vert à la suite de ce divorce. Il quitte la vie mouvementée de Los Angeles et achète une propriété de 60 hectares dans les collines de Redwood, au nord de la Californie. Il décide de l'appeler Broken Arrow Ranch (le ranch de la Flèche Brisée). Dès qu'il emménage, il compose Old Man. Il y construit ses studios où seront enregistrés de nombreux albums. Il y vivra pendant 44 ans, jusqu'en 2014.
Il vit ensuite pendant quatre ans avec Carrie Snodgress, la mère de son premier enfant Zeke Young, né le 8 septembre 1972. Carrie est alors une jeune actrice de 25 ans à la carrière prometteuse, primée pour son interprétation dans le film Diary of a Mad Housewife (1970). C'est ce film qui donne envie à Neil Young de la rencontrer, invitation qu'elle accepte. C'est le coup de foudre. Carrie laisse sa carrière en suspens pour venir s'installer au ranch avec Neil en 1971. Il souffre d'importantes douleurs vertébrales invalidantes, et elle dira « Je suis tombée amoureuse de la douleur de Neil ». Elle lui inspire de nombreux morceaux tout au long de leur relation, que l'on retrouve sur plusieurs albums : Harvest, On The Beach, Homegrown, Zuma, Hitchhiker. Des chansons telles que A Man Needs a Maid, Out on the Weekend, Motion Pictures, Already One, Love/Art Blues, Try, Vacancy, Separate Ways, Danger Bird, Give me Strength... racontent leur histoire. Neil filme de fugaces instants de leur vie de couple, qui apparaissent dans Journey Through the Past (1974).
Convalescent à la suite de son opération chirurgicale, Neil s'éloigne de la scène au cours de l'année 1972, se consacrant à Carrie, enceinte. Leur fils Zeke naît avec une infirmité motrice cérébrale modérée, qui affecte son apprentissage de la marche et nécessite le port d'un appareillage aux jambes. Les difficultés de son fils affectent beaucoup Neil, déjà très abattu depuis la mort de Danny Whitten. La dépression, les abus d'alcool et de cannabis, les sessions d'enregistrement et les tournées répétées auront raison de la relation de Carrie et Neil, qui se dégrade jusqu'à leur rupture en 1974. La séparation est si douloureuse que Neil gardera l'album Homegrown inédit pendant 45 ans. Il s'en exprimera sur son site d'archives en ces termes : « Je m’excuse. Cet album Homegrown aurait dû être là pour vous, quelques années après Harvest. C'est le côté triste d’une histoire d'amour. Les dégâts causés. Le chagrin d'amour. Je ne pouvais simplement pas l'écouter. Je voulais aller de l'avant. Alors je l'ai gardé pour moi, caché dans le coffre-fort, sur l'étagère, dans le fond de ma tête... mais j'aurais dû le partager. C'est vraiment beau. C'est pourquoi je l'ai fait en premier lieu. Parfois, la vie fait mal. Vous savez ce que je veux dire. »
Il se marie en 1978 avec Pegi Morton qui donnera naissance à son deuxième fils, Ben Young, né en 1978, et à leur fille Amber Jean Young, née en 1984.
Neil Young est également passionné par les trains modèles réduits de marque Lionel et possède un immense circuit installé dans une grange du ranch. Dans les années 1990, il rachète 20% des parts de la société Lionel pour tenter de maintenir la fabrication aux États-Unis. Il invente un modèle de télécommande exclusif et un nouveau système sonore des locomotives.
Neil Young investit beaucoup d'argent dans sa startup PureTone, rebaptisée Pono en 2011. Son but est de créer ce qu'il appelle « l'étalon or pour le son ». PureTone utilise une fréquence d'échantillonnage de 192 kHz et à terme 384 kHz. Le site de téléchargement ne fonctionne que deux ans, du printemps 2015 au printemps 2017.
Le 29 juillet 2014, Neil Young dépose une demande de divorce d'avec Pegi, sa femme depuis 36 ans et la mère de deux de ses trois enfants. Il cède le ranch Broken Arrow à Pegi, et vend aux enchères le matériel d'enregistrement des studios du ranch, certaines de ses guitares et de ses voitures de collection, ainsi que ses trains miniatures, au profit de la Bridge School, l'institut pour enfants infirmes moteurs de la baie de San Francisco, que Pegi et lui ont fondé en 1986. Neil Young a organisé pendant 30 ans un concert caritatif annuel auquel ont participé les plus grands artistes, le Bridge School Benefit, pour financer l'institut.
Il est en couple depuis fin 2014 avec l'actrice et activiste écologiste Daryl Hannah, rencontrée lors de sa tournée contre les exploitations polluantes de sables bitumeux en Alberta, du pipeline KeystoneXL, et pour le respect des traités en lien avec les communautés autochtones. Il épouse Daryl Hannah en troisièmes noces, en août 2018. En novembre 2018, ils perdent leur maison de Malibu dans l'incendie géant qui frappe la Californie. Ils vivent depuis dans le ranch de Daryl Hannah au Colorado.
En novembre 2019, il commence les démarches pour obtenir la citoyenneté américaine afin de pouvoir voter à l'élection présidentielle de 2020. Il obtient finalement la nationalité américaine le 22 janvier 2020.

#### Collection automobile
Neil Young est un passionné d'automobiles anciennes (souvenirs d'enfance) qu'il achète "dans leur jus" et restaure, et qu'il entrepose dans Feelgood, son garage. Elles portent chacune un nom. La pièce maîtresse de sa collection est une Buick Skylark 1953 numéro de série un, la première à être sortie de l'usine. Son premier corbillard, destiné à partir en tournée avec les Squires, et que Neil appela Mortimer Hearseburg — alias Mort' — un modèle Buick 1948, lui fut offert par sa mère Rassy alors qu'il avait 18 ans.
Hanks (en hommage à Hank Williams) est une Cadillac décapotable bleu ciel modèle 1949, qui apparaît dans le clip tourné pour la chanson Harvest Moon.
Une Lincoln Continental 1958 lui fut offerte par Pegi à l'occasion de son anniversaire. Cette auto destinée à être utilisée pour pièces détachées sera baptisée Miss Pegi par Neil.
Neil Young roule régulièrement dans une Lincoln Continental 1959, mue par un moteur hybride expérimental qu'il a développé. Cette voiture appelée la Lincvolt possède un générateur alimenté par la biomasse (déchets organiques naturels). La voiture est sérieusement endommagée dans un incendie en 2010, puis remise en construction. Les ailes et le capot de Miss Pegi seront alors très utiles.
Neil Young a possédé un bus Flxible (en) 1960 qu'il a appelé Sam. Il aura également un bus appelé Emily Flowers par son décorateur Roger Somers. Neil écrit au sujet de ce véhicule : « Les gens qui ont connu ce bus ne l'oublieront jamais. C'était tout simplement le bus le plus délirant de l'histoire ». Cet énorme mobile home, rebaptisé Pocahontas par Neil, sera détruit dans un incendie. Les restes seront ramenés au ranch et Neil les enterrera au milieu des eucalyptus. Puis il en reconstruira un autre qui servira — entre autres — à la tournée 2011 du Buffalo Springfield reconstitué pour l'occasion.

## Filmographie
Sous le pseudonyme de « Bernard Shakey », Young a réalisé quatre films : le documentaire Journey through the past (1972), le concert filmé Rust Never Sleeps (1979) et les films de fiction Human Highway (1982) et Greendale (2003).
Le réalisateur Jonathan Demme a produit plusieurs documentaires : Heart of Gold en 2006, Neil Young Trunk Show en 2009, puis en 2011 Journeys Neil Young. Jim Jarmusch a lui aussi réalisé un documentaire intitulé Year of the Horse.
Neil Young est le compositeur et l'interprète de la bande originale du film Dead Man de Jim Jarmusch.
La bande originale du film Des fraises et du sang (1970), réalisé par Stuart Hagmann, comprend trois titres composés par Neil Young, deux issus de sa carrière solo et l'un au sein du groupe Crosby, Stills, Nash and Young. On peut retrouver deux de ces titres dans le film Mange, prie, aime (2010) de Ryan Murphy.
- Acteur
  - Human Highway (1982) de Neil Young et Dean Stockwell
  - Paradox (2018) de Daryl Hannah
- Interprète
  - La Dernière Valse (The Last Waltz) (1978) de Martin Scorsese
  - Year of the Horse (1997) de Jim Jarmusch
  - Heart of Gold (2005) de Jonathan Demme
- Réalisateur
  - Journey through the past (1972)
  - Human Highway (1982)
  - Greendale (2003)
- Compositeur
  - Where the Buffalo Roam (1980) de Art Linson
  - Garçonne (1980) de Dennis Hopper
  - Human Highway (1982) de Dean Stockwell
  - Philadelphia (1993) de Jonathan Demme (le seul titre Philadelphia)
  - Dead Man (1995) de Jim Jarmusch

## Publication
- Neil Young, (trad. Bernard Cohen, Abel Gerschenfeld), Une autobiographie, Paris, Éditions Robert Laffont, 2012, 552 p.  (ISBN 978-2-221-13317-0)
- Neil Young, Special Deluxe: A Memoir of Life & Cars, Unabridged édition, 14 octobre 2014.  (ISBN 1611763347)
- Neil Young et Phil Baker, To Feel the Music: A Songwriter's Mission to Save High-Quality Audio, BenBella Books, 10 septembre 2019.  (ISBN 1948836386)

## Honneurs
Artiste honoré à plusieurs reprises, il est entré au Canadian Music Hall of Fame et au Rock and Roll Hall of Fame, au Canadian Songwriter Hall of Fame, ainsi qu'au classement des « plus grands artistes rock » de la chaîne de télévision américaine VH1, publié en 2000, à la trentième position. En 2007, dans le livre The Top 100 Canadian Albums, écrit par l'auteur et amateur de musique Bob Mersereau qui a sondé six cents musiciens, critiques, disc-jockeys et disquaires pour établir un classement des cent meilleurs albums canadiens, l'album Harvest de Neil Young arrive en première position.
En 2003, Rolling Stone magazine place six albums de Neil Young parmi les cinq cents meilleurs albums et Young parmi les cent meilleurs guitaristes de tous les temps (83e).
En décembre 2011, Rolling Stone le classe dix-septième meilleur guitariste de tous les temps lors de la réactualisation de leur liste, ce qui montre que Neil Young continue d'impressionner par son jeu de guitare et qu'il demeure un artiste de premier plan.
Selon des critiques, les solos de guitare de Young dans Cinnamon Girl, Cortez the Killer, ainsi que Down by the River, figurent parmi les solos essentiels de l'histoire du rock.
Myrmekiaphila neilyoungi est le nom d'une mygale nommée ainsi en hommage à Young.
Un protagoniste de la bande dessinée Scott Pilgrim (qui se passe à Toronto) se fait appeler « Young Neil ».

## Engagements
En 1970, il écrit la chanson Ohio en réaction à la fusillade où quatre étudiants manifestant pacifiquement contre la guerre du Vietnam sont tués par les « petits soldats de Nixon ». David Crosby insiste sur le courage qu'il fallut à Neil Young pour mentionner le nom du président des États-Unis Richard Nixon dans sa chanson, ce qui a valu à celle-ci d'être bannie de certaines radios. La contreculture américaine et les vagues de protestation s'approprient par la suite le groupe Crosby, Stills, Nash and Young et la chanson.

En 1989, sa chanson Keep on rockin' in the free world critique ironiquement, alors que le capitalisme triomphe au moment de la chute du communisme, le délabrement de la société américaine : 

« Je vois une femme, la nuit, un bébé dans les bras, sous un réverbère à côté d'une poubelle. Elle pose l'enfant pour aller se défoncer... Un gamin de plus qui n'ira pas à l'école, qui ne tombera pas amoureux, ne sera jamais cool... »

En 2003, il enregistre et filme Greendale, qui met en scène le personnage de Sun Green, jeune activiste écologique qui dénonce la corruption des gouvernants par les grandes entreprises et s'engage dans la protection de l'environnement.
En 2006, il sort un album manifeste anti-Bush et la guerre en Irak, dont l'une appelant à une procédure d'impeachment Let's Impeach the President.
En 2009, il travaille à la création d'un moteur automobile expérimental dans le but « d'inspirer une génération en créant une technologie de motorisation automobile propre qui répond aux besoins du XXIe siècle, et qui offre des performances qui reflètent l’esprit du conducteur. En créant cette nouvelle technologie énergétique, Lincvolt, il espère réduire suffisamment la demande de pétrole pour éliminer la nécessité des guerres pour l’approvisionnement en énergie, améliorant ainsi la sécurité des États-Unis et d’autres pays à travers le monde ».
En 2014, il manifeste avec les opposants à l'oléoduc XL Keystone : « C'est un grand pas dans la mauvaise direction pour la santé de la Terre » et écrit la chanson Who's gonna stand up. Il part en tournée Honor the Treaties pour sensibiliser le public au désastre écologique des exploitations de sables bitumeux au Canada, et en soutien aux populations expropriées des réserves indiennes.
En 2015, Neil Young sort un album politiquement engagé contre la société Monsanto, la société Starbucks et les OGM.
En 2016, il refuse que Donald Trump utilise sa chanson Keep on rockin' in the free world pour sa campagne électorale. « Il n'a pas dû écouter les couplets » commente-t-il agacé. En réaction, il autorise Bernie Sanders à utiliser le morceau.
En 2018, lors de l'incendie historique touchant la Californie, en réaction au tweet de Donald Trump attribuant la responsabilité à la « mauvaise gestion » de l’État de Californie, Neil Young réfute l'argument en déclarant « Nous sommes fragiles à cause du changement climatique ; les chaleurs extrêmes et la sécheresse en sont des conséquences directes ».

En 2019, il témoigne de son admiration pour Greta Thunberg : 

« L'avenir appartient à Greta Thunberg et à sa génération. Ces types actuellement au pouvoir aux États-Unis, en Angleterre, au Brésil, ne sont que des losers, des représentants d'un monde et d'un système en bout de course. Ils vivent dans le passé, croyant qu'ils peuvent arrêter la marche du temps. Il existe un décalage de plus en plus grand entre nos leaders et le peuple, surtout les jeunes. Ça ne peut plus durer. »

Le 17 mars 2020, il interprète Heart of Gold lors d'un live Twitter, au cours duquel lui et son épouse annoncent soutenir Bernie Sanders dans sa candidature pour l'investiture démocrate de 2020.
En janvier 2022, il demande publiquement à la plateforme de diffusion de musique Spotify de retirer ses albums car il accuse la plateforme de favoriser la désinformation au sujet de la Covid-19 en hébergeant les balados du « populaire et controversé » animateur américain controversé Joe Rogan. Spotify choisit Joe Rogan, dont le podcast est le plus écouté sur la plateforme, et retire la discographie du chanteur de son catalogue,. En mars 2024, il annonce le retour de sa musique sur Spotify malgré l'échec de son ultimatum.
En mars 2025, en réaction à l'entrevue entre Trump et Zelensky, il annonce que sa tournée européenne débutera par un concert gratuit en soutien à l'Ukraine.